# Табличка з Діспіліо

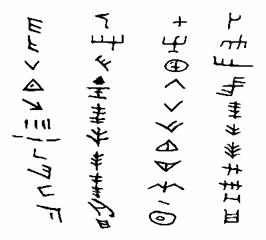
Табличка з Діспіліо

Табличка з Діспіліо — дерев'яна табличка зі знаками, яку виявив в 1993 р. грецький археолог Георгій Урмузіадіс при розкопках неолітичного селища у сучасного села Діспіліо в  Греції (ном  Касторія), на березі озера Орестіада. Метод  радіовуглецевого аналізу датує табличку приблизно 5260 роком до н. е.. (Тертерійські таблички).

Селище біля озера, розкопки якого почалися в 1992 р., було населене з кінця середнього неоліту (5600-5000 рр.. до н. е..) до пізнього неоліту (3000 р. до н. е.). У селищі виявлено низку артефактів, включаючи кераміку, дерев'яні елементи конструкцій, насіння, кістки, статуетки, особисті прикраси, флейти, а також дана табличка. Всі вони належать до  культури Вінча.
Табличка була частково пошкоджена і в наш час[коли?] знаходиться на консервації.